# Sky Calcio Club
Sky Calcio Club è un programma televisivo d'approfondimento dedicato al mondo del calcio italiano, condotto da Fabio Caressa e in onda su Sky Sport dal 2015.
Si avvale della presenza di ospiti in studio quali Giuseppe Bergomi, Luca Marchegiani, Giancarlo Marocchi, Alessandro Del Piero, Fabio Capello, Paolo Di Canio, Stefano De Grandis e Marco Bucciantini. In passato sono stati ospiti fissi del programma, tra gli altri, Massimo Mauro, Esteban Cambiasso, Gianluca Vialli, Zvonimir Boban, Andrea Pirlo, Massimo Ambrosini, Alessandro Costacurta, Sandro Piccinini e Leonardo. 
La postazione touch screen è stata occupata dal 2015 al 2019 da Alessia Tarquinio, dal 2019 al 2021 da Dalila Setti, dal 2021 al 2022 da Melissa Satta, dal 2022 al 2024 da Federica Frola e dal 2024 da Licia Virdis. In assenza di Caressa la conduzione è affidata a Fabio Tavelli.

## Contenuti
Il programma va in onda da settembre a maggio, dalle 22:30 alle 00.30, al termine del posticipo domenicale di Serie A, sui canali Sky dedicati al calcio e su quelli dedicati allo sport, Sky Calcio e Sky Sport. A partire dalla stagione 2023-2024, il programma è preceduto da un'anteprima, denominata Anteprima Sky Calcio Club, in onda dalle 20:00 alle 20:30.
Nel corso del programma vengono mostrati i gol di giornata e sono approfonditi i temi legati alle partite giocate, con interviste ai calciatori dai campi di gioco e con analisi delle azioni salienti, tramite la Sky Sport Tech, e dei dati statistici del campionato, con l'ausilio di algoritmi e modelli predittivi.
Dopo la mezzanotte gli ospiti discutono di un tema specifico nello spazio denominato Senza giacca, a conclusione del quale è prevista la Top Five Horror, raccolta di video divertenti curata fino al 2021 da Stefano De Grandis.